# Norra Homnan
Norra Homnan är en sjö i Ovanåkers kommun i Hälsingland och ingår i Ljusnans huvudavrinningsområde. Sjön har en area på 0,209 kvadratkilometer och ligger 154 meter över havet. Sjön avvattnas av vattendraget Hässjaån.

## Delavrinningsområde
Norra Homnan ingår i det delavrinningsområde (681634-150572) som SMHI kallar för Utloppet av Norra Homnan. Medelhöjden är 194 meter över havet och ytan är 2,42 kvadratkilometer. Räknas de 15 avrinningsområdena uppströms in blir den ackumulerade arean 180,26 kvadratkilometer. Hässjaån som avvattnar avrinningsområdet har biflödesordning 3, vilket innebär att vattnet flödar genom totalt 3 vattendrag innan det når havet efter 86 kilometer. Avrinningsområdet består mestadels av skog (68 procent) och sankmarker (14 procent). Avrinningsområdet har 0,2 kvadratkilometer vattenytor vilket ger det en sjöprocent på 8,1 procent.